# ČSD-Baureihe M 122.0
Als ČSD-Baureihe M 122.0 wurden zweiachsige Triebwagen der einstigen Tschechoslowakischen Staatsbahnen (ČSD) für den Verkehr auf Haupt- und Nebenbahnen bezeichnet.

## Geschichte
1930 entstand dieser Motorwagen bei den ČSD mit elektrischer Leistungsübertragung nach dem einfachen System GEBUS. Die Firma mit ihren Werken in Wien und Salzburg befasste sich mit der elektrischen Ausrüstung von elektrischen Schienenfahrzeugen.
Die Fahrzeuge dieser Leistungsübertragung waren wegen ihrer Einfachheit beliebt und bildeten die Grundlage für die Vervollkommnung der Übertragung mit Gleichstromfahrmotoren.

## Technische Merkmale
Die Basis der Leistungsübertragung des Fahrzeuges ist ein 6-Zylinder-4-Takt-Benzinmotor von TATRA, der mit dem Anker des Generators fest verbunden ist. Die verschiedenen Leistungsstufen des Generators wurden über Widerstände gesteuert. Der erzeugte Strom wurde über einen Gleichrichter an den seriellen Tatzlagerfahrmotor des Wagens abgegeben. Die Leistungssteuerung des Fahrzeuges wurde über die Widerstände gesteuert, zwischen diesen und dem Regler des Verbrennungsmotors bestand eine mechanische Verbindung. Die Leistung des Verbrennungsmotors wurde laufend gesteigert.
Der Fahrzeugkasten bestand aus 3 Abteilen. Der Fahrgastraum besaß 48 Sitzplätze, an den Spitzen des Kastens waren der Einstiegsraum und der extra abgeteilte Führerstand des Triebwagens. An der Spitze gab es Übergänge von Wagen zu Wagen mit gesicherten Übergangsbrücken. Charakteristisch für den Wagenkasten waren die zurückgesetzten Türen und die zur Mitte verschobene Tür hinter dem Führerstand. Der Kühler des Verbrennungsmotors war in der Mitte des Fahrzeuges seitlich angeordnet und gab diesem sein charakteristisches Aussehen. Beheizt wurde er durch die Abgase des Verbrennungsmotors.

## Einsatz

Prinzip der Leistungsübertragung nach dem System Gebus

Die Wagen setzten sich auf den zahlreichen Lokalbahnen der ČSD schnell durch und waren in der Zeit bis zu dem Zweiten Weltkrieg beliebte Transportmittel. Belegt ist der Einsatz eines Fahrzeuges auf der Bahnstrecke Roudnice nad Labem–Zlonice von 1931 bis 1948.
Mit der Indienststellung der neuen Triebwagen der Baureihe M 131.1 wurden diese nach und nach überflüssig und in den 1950er Jahren ausgemustert. Das letzte Exemplar dieser Reihe wurde 1953 ausgemustert. Von der Reihe M 122.0 blieb kein Fahrzeug museal erhalten.
Die Triebwagen der Reihe M 122.0 bildeten einen Teil der vielfältigen Auswahl von Triebwagen bei den ehemaligen ČSD. Die gebaute Anzahl dieser Wagen war verhältnismäßig gering. Die Praxis mit ihnen brachte die Erkenntnis, dass der Dieselmotor eine bessere Alternative für den Verbrennungsmotor war und bei kleineren Fahrzeugen dieselelektrische Fahrzeuge teurer sind als Fahrzeuge mit dieselmechanischer Leistungsübertragung. Im Betrieb zeigten sie gegenüber diesen einige Vorteile, besonders wenn es um den Verkehr auf steigungsreichen Strecken ging.